# Rio Asuaj
O Rio Asuaj é um rio da Romênia afluente do rio Sălaj, localizado no distrito de Maramureş.